# Oribatella dudichi
Oribatella dudichi är en kvalsterart som beskrevs av Rainer Willmann 1938. Oribatella dudichi ingår i släktet Oribatella och familjen Oribatellidae. Inga underarter finns listade i Catalogue of Life.